# Liste des planètes mineures (709001-710000)
Voici la liste des planètes mineures numérotées de 709001 à 710000. Les planètes mineures sont numérotées lorsque leur orbite est confirmée, ce qui peut parfois se produire longtemps après leur découverte. Elles sont classées ici par leur numéro.

## Planètes mineures 709001 à 710000
- (709001) 2012 TZ156
- (709002) 2012 TR159
- (709003) 2012 TW165
- (709004) 2012 TM166
- (709005) 2012 TP167
- (709006) 2012 TD168
- (709007) 2012 TU171
- (709008) 2012 TL176
- (709009) 2012 TK187
- (709010) 2012 TD193
- (709011) 2012 TM194
- (709012) 2012 TB195
- (709013) 2012 TX195
- (709014) 2012 TM197
- (709015) 2012 TA200
- (709016) 2012 TC208
- (709017) 2012 TY222
- (709018) 2012 TH223
- (709019) 2012 TO224
- (709020) 2012 TN226
- (709021) 2012 TV226
- (709022) 2012 TD227
- (709023) 2012 TG229
- (709024) 2012 TV232
- (709025) 2012 TL233
- (709026) 2012 TT240
- (709027) 2012 TL241
- (709028) 2012 TO244
- (709029) 2012 TH245
- (709030) 2012 TN245
- (709031) 2012 TF246
- (709032) 2012 TW250
- (709033) 2012 TM251
- (709034) 2012 TF253
- (709035) 2012 TX258
- (709036) 2012 TN267
- (709037) 2012 TS268
- (709038) 2012 TR269
- (709039) 2012 TT270
- (709040) 2012 TQ273
- (709041) 2012 TF279
- (709042) 2012 TC281
- (709043) 2012 TS281
- (709044) 2012 TF282
- (709045) 2012 TV284
- (709046) 2012 TK288
- (709047) 2012 TN288
- (709048) 2012 TK291
- (709049) 2012 TH294
- (709050) 2012 TV301
- (709051) 2012 TY302
- (709052) 2012 TO303
- (709053) 2012 TA308
- (709054) 2012 TO310
- (709055) 2012 TY315
- (709056) 2012 TD316
- (709057) 2012 TT323
- (709058) 2012 TV331
- (709059) 2012 TX331
- (709060) 2012 TU334
- (709061) 2012 TC346
- (709062) 2012 TK352
- (709063) 2012 TZ353
- (709064) 2012 TX360
- (709065) 2012 TF363
- (709066) 2012 TA364
- (709067) 2012 TF365
- (709068) 2012 TK365
- (709069) 2012 TZ365
- (709070) 2012 TV366
- (709071) 2012 TP370
- (709072) 2012 TX372
- (709073) 2012 TO373
- (709074) 2012 TR373
- (709075) 2012 TC374
- (709076) 2012 TT375
- (709077) 2012 TW378
- (709078) 2012 TA382
- (709079) 2012 TL382
- (709080) 2012 TH388
- (709081) 2012 TH405
- (709082) 2012 UT3
- (709083) 2012 UA7
- (709084) 2012 UL9
- (709085) 2012 US10
- (709086) 2012 UT13
- (709087) 2012 UE15
- (709088) 2012 UU19
- (709089) 2012 UA23
- (709090) 2012 US24
- (709091) 2012 UB27
- (709092) 2012 UD27
- (709093) 2012 UO29
- (709094) 2012 UR33
- (709095) 2012 UV41
- (709096) 2012 UF43
- (709097) 2012 UJ44
- (709098) 2012 UF49
- (709099) 2012 UU52
- (709100) 2012 UC55
- (709101) 2012 UP59
- (709102) 2012 UX61
- (709103) 2012 UL64
- (709104) 2012 UY65
- (709105) 2012 UL66
- (709106) 2012 UY71
- (709107) 2012 UN76
- (709108) 2012 UJ80
- (709109) 2012 UO83
- (709110) 2012 UA93
- (709111) 2012 UX98
- (709112) 2012 UZ102
- (709113) 2012 UW104
- (709114) 2012 UE105
- (709115) 2012 UD109
- (709116) 2012 UC114
- (709117) 2012 UN121
- (709118) 2012 UK123
- (709119) 2012 UA125
- (709120) 2012 UW125
- (709121) 2012 UY130
- (709122) 2012 UT133
- (709123) 2012 UO134
- (709124) 2012 UL139
- (709125) 2012 UD142
- (709126) 2012 UV142
- (709127) 2012 UA144
- (709128) 2012 UH144
- (709129) 2012 UL148
- (709130) 2012 UA150
- (709131) 2012 UV150
- (709132) 2012 UW151
- (709133) 2012 UK157
- (709134) 2012 UP158
- (709135) 2012 UO160
- (709136) 2012 UG165
- (709137) 2012 UN168
- (709138) 2012 UB172
- (709139) 2012 UT174
- (709140) 2012 UB183
- (709141) 2012 UY183
- (709142) 2012 UD186
- (709143) 2012 UN186
- (709144) 2012 UO187
- (709145) 2012 UX188
- (709146) 2012 UO192
- (709147) 2012 US192
- (709148) 2012 UO210
- (709149) 2012 US212
- (709150) 2012 UC218
- (709151) 2012 UD220
- (709152) 2012 UQ221
- (709153) 2012 UM222
- (709154) 2012 UD223
- (709155) 2012 UY224
- (709156) 2012 UC235
- (709157) 2012 UE235
- (709158) 2012 UP237
- (709159) 2012 UV240
- (709160) 2012 UB241
- (709161) 2012 UT243
- (709162) 2012 UK246
- (709163) 2012 UO252
- (709164) 2012 UV264
- (709165) 2012 UJ266
- (709166) 2012 VL
- (709167) 2012 VR3
- (709168) 2012 VE11
- (709169) 2012 VY16
- (709170) 2012 VP17
- (709171) 2012 VH19
- (709172) 2012 VD24
- (709173) 2012 VK34
- (709174) 2012 VA40
- (709175) 2012 VK42
- (709176) 2012 VO42
- (709177) 2012 VL43
- (709178) 2012 VT44
- (709179) 2012 VB46
- (709180) 2012 VF57
- (709181) 2012 VG60
- (709182) 2012 VJ63
- (709183) 2012 VQ64
- (709184) 2012 VU66
- (709185) 2012 VX66
- (709186) 2012 VM67
- (709187) 2012 VH76
- (709188) 2012 VY78
- (709189) 2012 VY79
- (709190) 2012 VZ85
- (709191) 2012 VY88
- (709192) 2012 VA89
- (709193) Concettafinardi
- (709194) 2012 VM94
- (709195) 2012 VZ94
- (709196) 2012 VL96
- (709197) 2012 VV101
- (709198) 2012 VX101
- (709199) 2012 VK102
- (709200) 2012 VD103
- (709201) 2012 VN108
- (709202) 2012 VX112
- (709203) 2012 VG114
- (709204) 2012 VQ115
- (709205) 2012 VO116
- (709206) 2012 VN118
- (709207) 2012 VV119
- (709208) 2012 VF122
- (709209) 2012 VN122
- (709210) 2012 VD124
- (709211) 2012 VH124
- (709212) 2012 VR124
- (709213) 2012 VX124
- (709214) 2012 VQ128
- (709215) 2012 VS132
- (709216) 2012 VU137
- (709217) 2012 VZ140
- (709218) 2012 WD2
- (709219) 2012 WG2
- (709220) 2012 WA4
- (709221) 2012 WE5
- (709222) 2012 WJ6
- (709223) 2012 WN16
- (709224) 2012 WE19
- (709225) 2012 WP19
- (709226) 2012 WO20
- (709227) 2012 WR20
- (709228) 2012 WW20
- (709229) 2012 WX25
- (709230) 2012 WN26
- (709231) 2012 WC28
- (709232) 2012 WE28
- (709233) 2012 WH29
- (709234) 2012 WU31
- (709235) 2012 WL32
- (709236) 2012 WE34
- (709237) 2012 WQ34
- (709238) 2012 WW34
- (709239) 2012 WN36
- (709240) 2012 WO36
- (709241) 2012 WR36
- (709242) 2012 WT37
- (709243) 2012 WX38
- (709244) 2012 WN43
- (709245) 2012 WT43
- (709246) 2012 WX43
- (709247) 2012 XJ1
- (709248) 2012 XG2
- (709249) 2012 XF5
- (709250) 2012 XE6
- (709251) 2012 XL6
- (709252) 2012 XR7
- (709253) 2012 XB10
- (709254) 2012 XC14
- (709255) 2012 XC15
- (709256) 2012 XV18
- (709257) 2012 XZ27
- (709258) 2012 XX30
- (709259) 2012 XB36
- (709260) 2012 XP37
- (709261) 2012 XT37
- (709262) 2012 XT41
- (709263) 2012 XA42
- (709264) 2012 XK43
- (709265) 2012 XT44
- (709266) 2012 XE45
- (709267) 2012 XN47
- (709268) 2012 XA52
- (709269) 2012 XG58
- (709270) 2012 XT62
- (709271) 2012 XD63
- (709272) 2012 XC66
- (709273) 2012 XQ68
- (709274) 2012 XS72
- (709275) 2012 XX74
- (709276) 2012 XO76
- (709277) 2012 XF78
- (709278) 2012 XJ78
- (709279) 2012 XW78
- (709280) 2012 XX80
- (709281) 2012 XO82
- (709282) 2012 XR83
- (709283) 2012 XS84
- (709284) 2012 XV86
- (709285) 2012 XB87
- (709286) 2012 XH87
- (709287) 2012 XR88
- (709288) 2012 XM91
- (709289) 2012 XW107
- (709290) 2012 XK110
- (709291) 2012 XO115
- (709292) 2012 XO116
- (709293) 2012 XO122
- (709294) 2012 XY123
- (709295) 2012 XR126
- (709296) 2012 XP130
- (709297) 2012 XS133
- (709298) 2012 XA135
- (709299) 2012 XA140
- (709300) 2012 XK140
- (709301) 2012 XN141
- (709302) 2012 XX141
- (709303) 2012 XB142
- (709304) 2012 XL142
- (709305) 2012 XR142
- (709306) 2012 XD147
- (709307) 2012 XG150
- (709308) 2012 XH150
- (709309) 2012 XJ150
- (709310) 2012 XB153
- (709311) 2012 XE154
- (709312) 2012 XT160
- (709313) 2012 XJ164
- (709314) 2012 XD169
- (709315) 2012 XZ169
- (709316) 2012 XM171
- (709317) 2012 XS172
- (709318) 2012 XB177
- (709319) 2012 XN177
- (709320) 2012 XR178
- (709321) 2012 XX178
- (709322) 2012 YH
- (709323) 2012 YV
- (709324) 2012 YF9
- (709325) 2012 YC10
- (709326) 2012 YV10
- (709327) 2012 YF11
- (709328) 2012 YV11
- (709329) 2012 YC12
- (709330) 2012 YA18
- (709331) 2012 YA19
- (709332) 2012 YQ19
- (709333) 2012 YV19
- (709334) 2012 YM20
- (709335) 2012 YD24
- (709336) 2013 AU3
- (709337) 2013 AX6
- (709338) 2013 AD10
- (709339) 2013 AD11
- (709340) 2013 AJ13
- (709341) 2013 AU16
- (709342) 2013 AV20
- (709343) 2013 AO21
- (709344) 2013 AE26
- (709345) 2013 AN26
- (709346) 2013 AH31
- (709347) 2013 AM39
- (709348) 2013 AR43
- (709349) 2013 AX45
- (709350) 2013 AY45
- (709351) 2013 AR46
- (709352) 2013 AA47
- (709353) 2013 AZ47
- (709354) 2013 AS49
- (709355) 2013 AH51
- (709356) 2013 AK54
- (709357) 2013 AU61
- (709358) 2013 AB70
- (709359) 2013 AS71
- (709360) 2013 AT75
- (709361) 2013 AG79
- (709362) 2013 AH79
- (709363) 2013 AZ79
- (709364) 2013 AY80
- (709365) 2013 AZ80
- (709366) 2013 AT82
- (709367) 2013 AD84
- (709368) 2013 AS84
- (709369) 2013 AB86
- (709370) 2013 AO86
- (709371) 2013 AA90
- (709372) 2013 AN92
- (709373) 2013 AA93
- (709374) 2013 AQ94
- (709375) 2013 AM96
- (709376) 2013 AE98
- (709377) 2013 AT100
- (709378) 2013 AV102
- (709379) 2013 AW103
- (709380) 2013 AB104
- (709381) 2013 AM104
- (709382) 2013 AM106
- (709383) 2013 AD107
- (709384) 2013 AL112
- (709385) 2013 AR113
- (709386) 2013 AZ113
- (709387) 2013 AD114
- (709388) 2013 AV114
- (709389) 2013 AD118
- (709390) 2013 AA123
- (709391) 2013 AP123
- (709392) 2013 AL124
- (709393) 2013 AV126
- (709394) 2013 AP127
- (709395) 2013 AC129
- (709396) 2013 AE134
- (709397) 2013 AZ135
- (709398) 2013 AP138
- (709399) 2013 AG139
- (709400) 2013 AB140
- (709401) 2013 AR141
- (709402) 2013 AL142
- (709403) 2013 AK143
- (709404) 2013 AM145
- (709405) 2013 AN147
- (709406) 2013 AR149
- (709407) 2013 AD151
- (709408) 2013 AM152
- (709409) 2013 AK153
- (709410) 2013 AF156
- (709411) 2013 AV160
- (709412) 2013 AV164
- (709413) 2013 AX167
- (709414) 2013 AC169
- (709415) 2013 AZ171
- (709416) 2013 AD175
- (709417) 2013 AU176
- (709418) 2013 AN182
- (709419) 2013 AC185
- (709420) 2013 AM185
- (709421) 2013 AQ185
- (709422) 2013 AT185
- (709423) 2013 AM186
- (709424) 2013 AS186
- (709425) 2013 AP187
- (709426) 2013 AU188
- (709427) 2013 AT189
- (709428) 2013 AF191
- (709429) 2013 AW192
- (709430) 2013 AC193
- (709431) 2013 AQ196
- (709432) 2013 AV196
- (709433) 2013 AZ196
- (709434) 2013 AE198
- (709435) 2013 AF198
- (709436) 2013 AG198
- (709437) 2013 AN198
- (709438) 2013 AC199
- (709439) 2013 AK199
- (709440) 2013 AR199
- (709441) 2013 AV199
- (709442) 2013 AE200
- (709443) 2013 AN202
- (709444) 2013 AS203
- (709445) 2013 AL206
- (709446) 2013 AN206
- (709447) 2013 AU207
- (709448) 2013 AM210
- (709449) 2013 BR2
- (709450) 2013 BZ2
- (709451) 2013 BJ3
- (709452) 2013 BX3
- (709453) 2013 BF5
- (709454) 2013 BN5
- (709455) 2013 BC6
- (709456) 2013 BR13
- (709457) 2013 BT14
- (709458) 2013 BL17
- (709459) 2013 BV20
- (709460) 2013 BC23
- (709461) 2013 BR28
- (709462) 2013 BW30
- (709463) 2013 BA31
- (709464) 2013 BU31
- (709465) 2013 BA33
- (709466) 2013 BD36
- (709467) 2013 BX38
- (709468) 2013 BD42
- (709469) 2013 BH42
- (709470) 2013 BV42
- (709471) 2013 BS43
- (709472) 2013 BG46
- (709473) 2013 BA50
- (709474) 2013 BG52
- (709475) 2013 BZ55
- (709476) 2013 BE57
- (709477) 2013 BL57
- (709478) 2013 BZ57
- (709479) 2013 BH63
- (709480) 2013 BK63
- (709481) 2013 BZ64
- (709482) 2013 BA66
- (709483) 2013 BZ68
- (709484) 2013 BC69
- (709485) 2013 BW70
- (709486) 2013 BQ73
- (709487) 2013 BL76
- (709488) 2013 BZ78
- (709489) 2013 BE81
- (709490) 2013 BP81
- (709491) 2013 BS81
- (709492) 2013 BO85
- (709493) 2013 BK87
- (709494) 2013 BD88
- (709495) 2013 BT89
- (709496) 2013 BV89
- (709497) 2013 BU92
- (709498) 2013 BW92
- (709499) 2013 BE93
- (709500) 2013 BF94
- (709501) 2013 BT94
- (709502) 2013 BM96
- (709503) 2013 BU96
- (709504) 2013 BX97
- (709505) 2013 BY99
- (709506) 2013 BB100
- (709507) 2013 BO103
- (709508) 2013 BE105
- (709509) 2013 CP1
- (709510) 2013 CT6
- (709511) 2013 CB8
- (709512) 2013 CA9
- (709513) 2013 CB10
- (709514) 2013 CP13
- (709515) 2013 CR13
- (709516) 2013 CS13
- (709517) 2013 CD14
- (709518) 2013 CC18
- (709519) 2013 CG23
- (709520) 2013 CW23
- (709521) 2013 CA25
- (709522) 2013 CQ28
- (709523) 2013 CV29
- (709524) 2013 CJ35
- (709525) 2013 CY35
- (709526) 2013 CQ39
- (709527) 2013 CW39
- (709528) 2013 CK44
- (709529) 2013 CQ44
- (709530) 2013 CZ48
- (709531) 2013 CF55
- (709532) 2013 CT55
- (709533) 2013 CU55
- (709534) 2013 CR56
- (709535) 2013 CZ56
- (709536) 2013 CJ57
- (709537) 2013 CT59
- (709538) 2013 CR63
- (709539) 2013 CR64
- (709540) 2013 CF65
- (709541) 2013 CN65
- (709542) 2013 CG67
- (709543) 2013 CF70
- (709544) 2013 CT70
- (709545) 2013 CV72
- (709546) 2013 CD74
- (709547) 2013 CE76
- (709548) 2013 CC77
- (709549) 2013 CZ77
- (709550) 2013 CG78
- (709551) 2013 CW79
- (709552) 2013 CA80
- (709553) 2013 CD86
- (709554) 2013 CF89
- (709555) 2013 CU89
- (709556) 2013 CZ92
- (709557) 2013 CZ95
- (709558) 2013 CJ99
- (709559) 2013 CD102
- (709560) 2013 CD104
- (709561) 2013 CT104
- (709562) 2013 CF105
- (709563) 2013 CF106
- (709564) 2013 CH106
- (709565) 2013 CF109
- (709566) 2013 CA111
- (709567) 2013 CT113
- (709568) 2013 CS114
- (709569) 2013 CT116
- (709570) 2013 CE117
- (709571) 2013 CR117
- (709572) 2013 CL119
- (709573) 2013 CE125
- (709574) 2013 CS126
- (709575) 2013 CA129
- (709576) 2013 CB133
- (709577) 2013 CJ133
- (709578) 2013 CN136
- (709579) 2013 CA138
- (709580) 2013 CS139
- (709581) 2013 CY139
- (709582) 2013 CW140
- (709583) 2013 CN141
- (709584) 2013 CS141
- (709585) 2013 CW141
- (709586) 2013 CA143
- (709587) 2013 CU143
- (709588) 2013 CA147
- (709589) 2013 CD150
- (709590) 2013 CS151
- (709591) 2013 CR152
- (709592) 2013 CK153
- (709593) 2013 CE155
- (709594) 2013 CE156
- (709595) 2013 CJ159
- (709596) 2013 CG160
- (709597) 2013 CA163
- (709598) 2013 CF164
- (709599) 2013 CS166
- (709600) 2013 CN167
- (709601) 2013 CF172
- (709602) 2013 CZ176
- (709603) 2013 CL180
- (709604) 2013 CY180
- (709605) 2013 CH183
- (709606) 2013 CK183
- (709607) 2013 CY183
- (709608) 2013 CT185
- (709609) 2013 CN186
- (709610) 2013 CC187
- (709611) 2013 CU193
- (709612) 2013 CG194
- (709613) 2013 CG195
- (709614) 2013 CK197
- (709615) 2013 CA202
- (709616) 2013 CB202
- (709617) 2013 CZ202
- (709618) 2013 CH203
- (709619) 2013 CP203
- (709620) 2013 CK205
- (709621) 2013 CC210
- (709622) 2013 CJ210
- (709623) 2013 CF211
- (709624) 2013 CP213
- (709625) 2013 CD214
- (709626) 2013 CU214
- (709627) 2013 CJ215
- (709628) 2013 CL216
- (709629) 2013 CB217
- (709630) 2013 CR217
- (709631) 2013 CS218
- (709632) 2013 CC219
- (709633) 2013 CB220
- (709634) 2013 CG222
- (709635) 2013 CD225
- (709636) 2013 CU225
- (709637) 2013 CX225
- (709638) 2013 CM232
- (709639) 2013 CS235
- (709640) 2013 CU235
- (709641) 2013 CJ236
- (709642) 2013 CL238
- (709643) 2013 CH240
- (709644) 2013 CM240
- (709645) 2013 CZ240
- (709646) 2013 CP244
- (709647) 2013 CB245
- (709648) 2013 CC245
- (709649) 2013 CX245
- (709650) 2013 CP246
- (709651) 2013 CL247
- (709652) 2013 CN247
- (709653) 2013 CZ248
- (709654) 2013 CC249
- (709655) 2013 CW249
- (709656) 2013 CN250
- (709657) 2013 CQ253
- (709658) 2013 CV253
- (709659) 2013 CJ254
- (709660) 2013 CM254
- (709661) 2013 CG256
- (709662) 2013 CY257
- (709663) 2013 CR262
- (709664) 2013 CW262
- (709665) 2013 CW263
- (709666) 2013 DU3
- (709667) 2013 DS5
- (709668) 2013 DW10
- (709669) 2013 DX13
- (709670) 2013 DL14
- (709671) 2013 DL20
- (709672) 2013 DF21
- (709673) 2013 DO21
- (709674) 2013 DL23
- (709675) 2013 DF24
- (709676) 2013 EZ
- (709677) 2013 EH1
- (709678) 2013 EQ2
- (709679) 2013 EQ6
- (709680) 2013 EE8
- (709681) 2013 EM8
- (709682) 2013 EV15
- (709683) 2013 EW16
- (709684) 2013 EZ16
- (709685) 2013 EL21
- (709686) 2013 EJ22
- (709687) 2013 EZ24
- (709688) 2013 EV25
- (709689) 2013 EN26
- (709690) 2013 EQ26
- (709691) 2013 EF34
- (709692) 2013 EK36
- (709693) 2013 EA37
- (709694) 2013 EL39
- (709695) 2013 EX40
- (709696) 2013 EF45
- (709697) 2013 EG45
- (709698) 2013 EL46
- (709699) 2013 EN49
- (709700) 2013 EB54
- (709701) 2013 EG56
- (709702) 2013 ED60
- (709703) 2013 EL62
- (709704) 2013 EQ72
- (709705) 2013 EZ72
- (709706) 2013 EM74
- (709707) 2013 EV75
- (709708) 2013 EN76
- (709709) 2013 EY77
- (709710) 2013 EV78
- (709711) 2013 EY82
- (709712) 2013 EF84
- (709713) 2013 ED85
- (709714) 2013 EV88
- (709715) 2013 EB89
- (709716) 2013 EK90
- (709717) 2013 EB95
- (709718) 2013 EB96
- (709719) 2013 EF97
- (709720) 2013 ET98
- (709721) 2013 EX98
- (709722) 2013 EG99
- (709723) 2013 EY99
- (709724) 2013 EK100
- (709725) 2013 EA103
- (709726) 2013 EF106
- (709727) 2013 EC112
- (709728) 2013 EE116
- (709729) 2013 EM117
- (709730) 2013 EP120
- (709731) 2013 EQ121
- (709732) 2013 EM126
- (709733) 2013 ES131
- (709734) 2013 EO132
- (709735) 2013 EB134
- (709736) 2013 EF136
- (709737) 2013 EH136
- (709738) 2013 EY137
- (709739) 2013 EN139
- (709740) 2013 ES147
- (709741) 2013 EJ148
- (709742) 2013 EK149
- (709743) 2013 EL151
- (709744) 2013 EO153
- (709745) 2013 EP155
- (709746) 2013 ET155
- (709747) 2013 EF158
- (709748) 2013 EM163
- (709749) 2013 EX167
- (709750) 2013 EY167
- (709751) 2013 ER168
- (709752) 2013 EB171
- (709753) 2013 EX171
- (709754) 2013 EV172
- (709755) 2013 EX173
- (709756) 2013 EY174
- (709757) 2013 EJ177
- (709758) 2013 EP177
- (709759) 2013 EQ177
- (709760) 2013 EZ177
- (709761) 2013 EM181
- (709762) 2013 ES181
- (709763) 2013 EW181
- (709764) 2013 EV184
- (709765) 2013 EA185
- (709766) 2013 FU1
- (709767) 2013 FY4
- (709768) 2013 FM6
- (709769) 2013 FU8
- (709770) 2013 FC10
- (709771) 2013 FH10
- (709772) 2013 FG11
- (709773) 2013 FS29
- (709774) 2013 FQ33
- (709775) 2013 FU33
- (709776) 2013 FJ36
- (709777) 2013 FP36
- (709778) 2013 FU39
- (709779) 2013 FD40
- (709780) 2013 GF1
- (709781) 2013 GM2
- (709782) 2013 GQ2
- (709783) 2013 GG6
- (709784) 2013 GP7
- (709785) 2013 GU11
- (709786) 2013 GH13
- (709787) 2013 GU13
- (709788) 2013 GA14
- (709789) 2013 GG19
- (709790) 2013 GQ23
- (709791) 2013 GT23
- (709792) 2013 GV23
- (709793) 2013 GL31
- (709794) 2013 GS32
- (709795) 2013 GH33
- (709796) 2013 GZ44
- (709797) 2013 GY46
- (709798) 2013 GM47
- (709799) 2013 GZ47
- (709800) 2013 GQ49
- (709801) 2013 GD60
- (709802) 2013 GY60
- (709803) 2013 GF61
- (709804) 2013 GK63
- (709805) 2013 GT64
- (709806) 2013 GM66
- (709807) 2013 GR69
- (709808) 2013 GO74
- (709809) 2013 GT80
- (709810) 2013 GX81
- (709811) 2013 GP87
- (709812) 2013 GE95
- (709813) 2013 GJ96
- (709814) 2013 GK96
- (709815) 2013 GQ101
- (709816) 2013 GJ104
- (709817) 2013 GE116
- (709818) 2013 GN116
- (709819) 2013 GC119
- (709820) 2013 GR119
- (709821) 2013 GY120
- (709822) 2013 GB121
- (709823) 2013 GS122
- (709824) 2013 GR125
- (709825) 2013 GC128
- (709826) 2013 GQ128
- (709827) 2013 GU131
- (709828) 2013 GA132
- (709829) 2013 GL133
- (709830) 2013 GW135
- (709831) 2013 GA140
- (709832) 2013 GB140
- (709833) 2013 GE140
- (709834) 2013 GF141
- (709835) 2013 GZ141
- (709836) 2013 GH143
- (709837) 2013 GM149
- (709838) 2013 GR151
- (709839) 2013 GW151
- (709840) 2013 GY151
- (709841) 2013 GL152
- (709842) 2013 GK154
- (709843) 2013 GK155
- (709844) 2013 GS155
- (709845) 2013 GH156
- (709846) 2013 GW156
- (709847) 2013 GO157
- (709848) 2013 GD159
- (709849) 2013 GE159
- (709850) 2013 GP159
- (709851) 2013 GM160
- (709852) 2013 GC161
- (709853) 2013 GK162
- (709854) 2013 GN162
- (709855) 2013 GQ162
- (709856) 2013 GB164
- (709857) 2013 GO164
- (709858) 2013 GW165
- (709859) 2013 GU167
- (709860) 2013 GU169
- (709861) 2013 HV
- (709862) 2013 HZ
- (709863) 2013 HS1
- (709864) 2013 HQ4
- (709865) 2013 HK16
- (709866) 2013 HN18
- (709867) 2013 HB24
- (709868) 2013 HA25
- (709869) 2013 HJ27
- (709870) 2013 HX32
- (709871) 2013 HL33
- (709872) 2013 HD34
- (709873) 2013 HJ35
- (709874) 2013 HZ36
- (709875) 2013 HV38
- (709876) 2013 HB39
- (709877) 2013 HH39
- (709878) 2013 HV42
- (709879) 2013 HS45
- (709880) 2013 HZ52
- (709881) 2013 HH55
- (709882) 2013 HX56
- (709883) 2013 HJ61
- (709884) 2013 HF73
- (709885) 2013 HE75
- (709886) 2013 HV75
- (709887) 2013 HH77
- (709888) 2013 HK78
- (709889) 2013 HD81
- (709890) 2013 HE82
- (709891) 2013 HK84
- (709892) 2013 HW84
- (709893) 2013 HX84
- (709894) 2013 HD90
- (709895) 2013 HN91
- (709896) 2013 HM92
- (709897) 2013 HW94
- (709898) 2013 HR99
- (709899) 2013 HT102
- (709900) 2013 HS110
- (709901) 2013 HU115
- (709902) 2013 HS117
- (709903) 2013 HX119
- (709904) 2013 HY121
- (709905) 2013 HR126
- (709906) 2013 HP139
- (709907) 2013 HS141
- (709908) 2013 HN142
- (709909) 2013 HP143
- (709910) 2013 HL144
- (709911) 2013 HO144
- (709912) 2013 HJ146
- (709913) 2013 HC148
- (709914) 2013 HM149
- (709915) 2013 HX155
- (709916) 2013 HC158
- (709917) 2013 HE158
- (709918) 2013 HV158
- (709919) 2013 HH160
- (709920) 2013 HU161
- (709921) 2013 HK163
- (709922) 2013 HY165
- (709923) 2013 JQ5
- (709924) 2013 JA11
- (709925) 2013 JM13
- (709926) 2013 JR13
- (709927) 2013 JY13
- (709928) 2013 JH18
- (709929) 2013 JN19
- (709930) 2013 JY19
- (709931) 2013 JB20
- (709932) 2013 JG20
- (709933) 2013 JQ26
- (709934) 2013 JA27
- (709935) 2013 JH29
- (709936) 2013 JZ29
- (709937) 2013 JE31
- (709938) 2013 JG32
- (709939) 2013 JG38
- (709940) 2013 JM38
- (709941) 2013 JJ41
- (709942) 2013 JH42
- (709943) 2013 JB43
- (709944) 2013 JK47
- (709945) 2013 JB50
- (709946) 2013 JG50
- (709947) 2013 JC53
- (709948) 2013 JV53
- (709949) 2013 JJ57
- (709950) 2013 JG61
- (709951) 2013 JR67
- (709952) 2013 JC68
- (709953) 2013 JH68
- (709954) 2013 JO69
- (709955) 2013 JK71
- (709956) 2013 JR72
- (709957) 2013 JU72
- (709958) 2013 JY72
- (709959) 2013 JO73
- (709960) 2013 JT73
- (709961) 2013 JD75
- (709962) 2013 JN76
- (709963) 2013 JW79
- (709964) 2013 JG81
- (709965) 2013 JR83
- (709966) 2013 JB85
- (709967) 2013 KH3
- (709968) 2013 KL4
- (709969) 2013 KD7
- (709970) 2013 KD12
- (709971) 2013 KE12
- (709972) 2013 KE15
- (709973) 2013 KL16
- (709974) 2013 KB19
- (709975) 2013 KJ19
- (709976) 2013 KQ19
- (709977) 2013 KT20
- (709978) 2013 KW20
- (709979) 2013 KP22
- (709980) 2013 LX1
- (709981) 2013 LM2
- (709982) 2013 LT4
- (709983) 2013 LS6
- (709984) 2013 LN10
- (709985) 2013 LQ12
- (709986) 2013 LC15
- (709987) 2013 LZ16
- (709988) 2013 LV18
- (709989) 2013 LQ24
- (709990) 2013 LC26
- (709991) 2013 LW27
- (709992) 2013 LW28
- (709993) 2013 LV29
- (709994) 2013 LF32
- (709995) 2013 LH33
- (709996) 2013 LC34
- (709997) 2013 LD35
- (709998) 2013 LF36
- (709999) 2013 LN36
- (710000) 2013 LE37